# 特别 (专辑)
《特别》是中国大陆歌手黄龄的第二张录音室专辑，唱片公司为天韵文化。本作原定在2009年年底发布，但最终发行时间被推迟至2010年6月18日。

## 筹备及制作
与前作《痒》相同，本作的制作周期亦为3年。由于制作时间相对过长，因此互联网上甚至出现了“天韵文化因经营不善而面临结业”的传闻。
本作是一张由海峡两岸的音乐人共同完成的作品，亦是黄龄首张进入台湾流行音乐市场的专辑，主要制作人为阿弟仔和常石磊，意在兼顾黄龄自身的音乐风格及台湾主流受众的偏好。内容上，本作融合了电子、童谣、越剧、抒情等多种不同类型的曲风，并继承及升华了前作的民乐元素及古典韵味。

## 曲目
本作的主打曲目为特别及原谅，当中前者被视为典型的疗伤情歌。其他主要曲目方面，骑士为黄龄参与创作的第一支单曲，以海派童谣形式演绎了其父母的爱情故事；灵芝缘是她与越剧演员赵志刚跨界合作的产物；小城故事则是以邓丽君同名歌曲为基础进行二次创作，仅保留首句歌词“小城故事多”。此外，本作再次收录了High歌痒等两首在上一张专辑《痒》中便有收录的、能体现黄龄的个人风格的歌曲。
| 曲序     | 曲目     |               | 作曲                         | 编曲          | 製作人      | 备注             | 时长  |
| -------- | -------- | ------------- | ---------------------------- | ------------- | ----------- | ---------------- | ----- |
| 1.       | 小城故事 | 阿弟仔 马嵩惟 | 阿弟仔                       |               | 阿弟仔      |                  | 5:14  |
| 2.       | 特别     | 姚若龙        |                              | 林于贤        | 阿弟仔      | 主打曲目         | 4:26  |
| 3.       | High歌   | 常石磊        | 常石磊                       | 常石磊        | 常石磊      | 原收录于《痒》   | 4:43  |
| 4.       | 爱坏     | 常石磊        | 常石磊                       | 常石磊        | 常石磊      |                  | 3:12  |
| 5.       | 原谅     | 郭苇昀Toro    | 梁永泰terrytyelee Alicia Pan | 陈建骐        | 阿弟仔      | 主打曲目         | 4:24  |
| 6.       | 骑士     | 田辰明        | 黄龄                         | 陈宇鹏        | 田汨 陈宇鹏 |                  | 3:44  |
| 7.       | 太后     | 阿弟仔        | 阿弟仔                       | 廖伟杰 梯依恩 | 阿弟仔      |                  | 2:46  |
| 8.       | 痒       | 孟楠          | 孟楠                         | 安栋          | 安栋        | 原收录于《痒》   | 3:46  |
| 9.       | 不怕痛   | 管启源        | 黄韵仁                       | 黄韵仁        | 黄韵仁      |                  | 4:29  |
| 10.      | 灵芝缘   | 林海          | 田汨                         | 田汨          | 田汨        | 合作演唱：赵志刚 | 4:27  |
| 总时长： | 总时长： | 总时长：      | 总时长：                     | 总时长：      | 总时长：    | 总时长：         | 41:11 |

## 反响及评价
本作被普遍认为是较前作《痒》更为贴近主流，但亦因此引发批评：《武汉晚报》的乐评文章指本作再次收录High歌痒等两支歌曲的做法反而凸显了该作的“中规中矩”，并指该作未能使黄龄的独特唱腔得到充分发挥；爱地人则在搜狐音乐的评论文章中视上述做法为唱片公司对前作宣传不力的补救，同时对黄龄的再提高做出了商业上的限制，此外又形容该作为“技术的倒退”及“市场的妥协”，并借此批评彼时的唱片工业“总是把歌迷想得太保守”。《新闻晨报》的评论则指该作在尊重黄龄声音的前提下浅尝辄止地加入了一定数量的新元素，并基本达到预期效果，同时认为该作“在合格线上毫无问题”。

## 获奖与提名
| 时间          | 典礼                               | 奖项                               | 结果 | 备注及参考 |
| ------------- | ---------------------------------- | ---------------------------------- | ---- | ---------- |
| 2010年7月     | 华语音乐传媒大奖2010年夏季十大专辑 | 华语音乐传媒大奖2010年夏季十大专辑 | 獲獎 | [ 10 ]     |
| 2011年3月20日 | 第18届东方风云榜                   | 十大金曲                           | 獲獎 | 《特别》   |